# Pallacanestro maschile ai XV Giochi del Mediterraneo
Il torneo di pallacanestro maschile ai XV Giochi del Mediterraneo, si è svolto nel 2005 in Spagna, ed ha visto l'Italia vincere in finale contro la Grecia, mentre la Spagna ha guadagnato il bronzo battendo la squadra turca.

## Gironi
| Gruppo A                     | Gruppo B                                             |
| ---------------------------- | ---------------------------------------------------- |
| Italia Egitto Spagna Algeria | Bosnia ed Erzegovina Marocco Turchia Grecia under 26 |

## Svolgimento

### Girone eliminatorio
| 24 giugno 2005 | Italia | 80 – 67 | Egitto |  |

| 24 giugno 2005 | Spagna | 83 – 62 | Algeria |  |

| 25 giugno 2005 | Italia | 80 – 50 | Algeria |  |

| 25 giugno 2005 | Spagna | 86 – 71 | Egitto |  |

| 27 giugno 2005 | Spagna | 74 – 86 | Italia |  |

| 27 giugno 2005 | Algeria | 71 – 72 | Egitto |  |

| 25 giugno 2005 | Grecia | 74 – 49 | Bosnia ed Erzegovina |  |

| 25 giugno 2005 | Turchia | 85 – 67 | Marocco |  |

| 26 giugno 2005 | Turchia | 74 – 78 | Bosnia ed Erzegovina |  |

| 26 giugno 2005 | Grecia | 115 – 60 | Marocco |  |

| 28 giugno 2005 | Bosnia ed Erzegovina | 73 – 62 | Marocco |  |

| 28 giugno 2005 | Grecia | 69 – 78 | Turchia |  |

| Finale 7º/8º posto \| 2 luglio 2005 \| Algeria \| 83 – 67 \| Marocco \| \| |         |         |         |  |
| 2 luglio 2005                                                              | Algeria | 83 – 67 | Marocco |  |

| Finale 5º/6º posto \| 2 luglio 2005 \| Egitto \| 76 – 75 \| Bosnia ed Erzegovina \| \| |        |         |                      |  |
| 2 luglio 2005                                                                          | Egitto | 76 – 75 | Bosnia ed Erzegovina |  |

### Fase finale
|  | Semifinali | Semifinali | Semifinali |        |        | Finale          | Finale          | Finale          |  |
|  |            |            |            |        |        |                 |                 |                 |  |
|  | Italia     | Italia     | 79         |        |        |                 |                 |                 |  |
|  | Italia     | Italia     | 79         |        |        |                 |                 |                 |  |
|  | Turchia    | Turchia    | 69         |        |        |                 |                 |                 |  |
|  | Turchia    | Turchia    | 69         |        | Italia | Italia          | 87              |                 |  |
|  |            |            |            |        | Italia | Italia          | 87              |                 |  |
|  |            |            | Grecia     | Grecia | 86     |                 |                 |                 |  |
|  | Grecia     | Grecia     | Grecia     | Grecia | 86     | 88              |                 |                 |  |
|  | Grecia     | Grecia     |            |        |        | 88              |                 |                 |  |
|  | Spagna     | Spagna     | 77         |        |        | Finale 3º posto | Finale 3º posto | Finale 3º posto |  |
|  | Spagna     | Spagna     | 77         |        |        |                 |                 |                 |  |
|  |            |            |            |        |        |                 |                 |                 |  |
|  |            |            |            |        |        | Spagna          | Spagna          | 84              |  |
|  |            |            |            |        |        | Spagna          | Spagna          | 84              |  |
|  |            |            |            |        |        | Turchia         | Turchia         | 70              |  |

### Classifica finale
| - | Paese                | Formazione |
| - | -------------------- | --- |
|   | Italia               | Italia4 Garri, 5 Giachetti, 6 Ress, 7 Mordente, 8 Di Giuliomaria, 9 Lamma, 10 Pecile, 11 Carraretto, 12 Santarossa, 13 Boscagin, 14 Rocca, 15 Cittadini, All. Carlo Recalcati       |
|   | Grecia               | Grecia under 26Charismidīs, Charitopoulos, Dedas, Geōrgalīs, Īliadīs, Kafkīs, Koumpouras, Mparlos, Papanikolopoulos, Siamandouras, Tapoutos, Tsiakos, All. Athanasios Papadīmītriou |
|   | Spagna               | Spagna4 Trias, 5 Martínez, 6 Rubio, 7 San Emeterio, 8 Miso, 9 Guerra, 10 Sánchez, 11 Quintana, 12 Vidaurreta, 13 Gabriel, 14 Alzamora, 15 Mumbrú, All. Joan Creus                   |
| 4 | Turchia              | TurchiaArslan, Aydemir, Çetintahra, Demiral, Kuqo, Öz, Özcan, Özer, Pastal, Peker, Tunçeri, Veyseloğlu, All. Bogdan Tanjević                                                        |
| 5 | Egitto               | Egittoel-Adawi, Ahmad, Badr, Fanan, el-Ghannam, el-Hosseny, el-Kerdany, Genedy, Gunady, Monir, Sakr, Sherif, All. -                                                                 |
| 6 | Bosnia ed Erzegovina | Bosnia ed ErzegovinaBavčić, Ćup, Đurasović, Đurica, Kadić, Kahrimanović, Memić, Mirković, Nurkanović, Princ, Tuljković, Zimić, All. Mensur Bajramović                               |
| 7 | Algeria              | AlgeriaAtamna, Belhimeur, Boughedir, Boulaya, Bouziane, Canon, Djillali, Fergati, Kaouane, Ouali, Oukid, Sayah, All. -                                                              |
| 8 | Marocco              | MaroccoBaba, Bakkass, Bouhelal, Dahbi, El Asli, El Masbahi, El Mouttalibi, Hjira, Bassim, Khalfi, Mouak, Rhalimi, All. -                                                            |